# Marble Hill, Missouri
Marble Hill är administrativ huvudort i Bollinger County i Missouri. Orten hette ursprungligen Dallas och det nya namnet Marble Hill sades härröra från ortens topografi.